# Georg Imdahl
Georg Imdahl (* 1961 in Münster, Westfalen) ist ein deutscher Kunstkritiker, Hochschullehrer an der Kunstakademie Münster und Autor.

## Leben
Imdahl, Sohn des Kunsthistorikers Max Imdahl, studierte Philosophie, Neue Geschichte und Politikwissenschaft an der Ruhr-Universität Bochum. An der privaten Universität Witten/Herdecke war er wissenschaftlicher Assistent am Stiftungsinstitut für das Studium fundamentale und promovierte 1995 bei Franco Volpi mit einer Arbeit über das Frühwerk Martin Heideggers. Über zeitgenössische Kunst schrieb er ab 1991 als freier Kunstkritiker Beiträge für verschiedene Zeitschriften, insbesondere für die Frankfurter Allgemeine Zeitung, die Neue Zürcher Zeitung und das Online-Magazin artnet. Imdahl hatte Lehraufträge an den Universitäten Duisburg-Essen, Köln, Konstanz und Bochum sowie an der Hochschule für Grafik und Buchkunst Leipzig inne. 2011 berief ihn die Kunstakademie Münster als Professor für Kunst und Öffentlichkeit.
Imdahl ist Mitglied des Internationalen Kunstkritikerverbandes AICA. Er lebt in Düsseldorf.

## Schriften (Auswahl)
- Das Leben verstehen. Heideggers formal anzeigende Hermeneutik in den frühen Freiburger Vorlesungen. Würzburg 1997.
- Aufbruch statt Abbruch. Industriedenkmalpflege in Nordrhein-Westfalen. Düsseldorf 2003.
- Ausbeute. Santiago Sierra und die Historizität der zeitgenössischen Kunst. Hamburg 2019.
- Exploitación. Santiago Sierra y la Historicidad del Arte Contemporáneo. Madrid 2020.